# Illinoia morrisoni
Illinoia morrisoni är en insektsart som först beskrevs av Joseph Swain 1918.  Illinoia morrisoni ingår i släktet Illinoia och familjen långrörsbladlöss. Inga underarter finns listade i Catalogue of Life.